# 基土拉

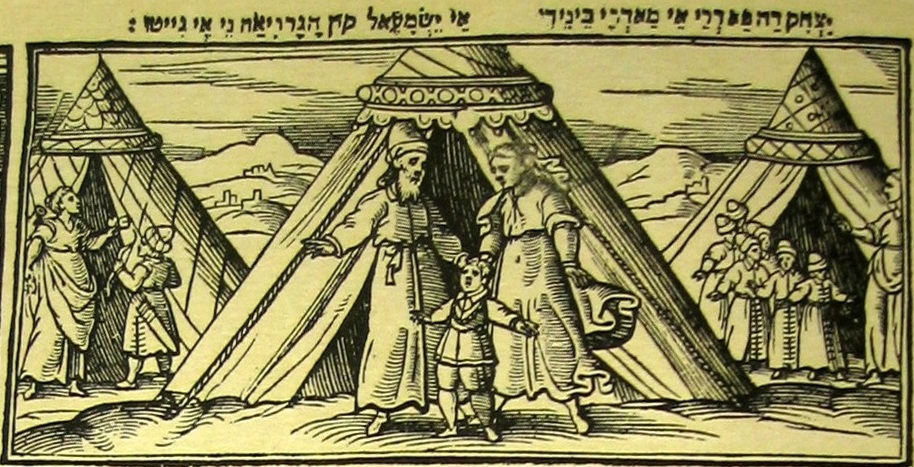
哈加达中描述的亚伯拉罕的后裔：基土拉和她的六个儿子站在最右边

基土拉，又译为刻突辣、香娘等，《希伯来圣经》中的人物，是亚伯拉罕在撒拉去世后续娶之妻。
根据《创世纪》25:2的记载，她为亚伯拉罕生了六子，分别为心兰、约珊、米但、米甸、伊施巴、书亚。亚伯拉罕去世后给了基土拉的儿子们一些财物，让他们移居至约旦河以东地带。
他们是定居于巴勒斯坦南边和东边的北阿拉伯各部族的祖先。